# Уокер, Мэри
Мэри Эдвардс Уокер (англ. Mary Edwards Walker; 26 ноября 1832, округ Осуиго, штат Нью-Йорк — 21 февраля 1919, там же) — американская феминистка, военный хирург, аболиционистка, сторонница введения сухого закона. Единственная женщина в истории США, награждённая Медалью Почёта.
До Гражданской войны в США она получила медицинское образование, вышла замуж и начала врачебную практику. Её дела шли не очень хорошо, и она вступила в армию Союза после начала Гражданской войны, где служила в качестве гражданского хирурга. Она была захвачена в плен силами Конфедерации после пересечения линии фронта для — официально — лечения раненых и арестована в качестве шпиона. Она была отправлена в качестве военнопленного в Ричмонд, штат Вирджиния, затем отпущена в ходе обмена пленными.
После войны она была удостоена высшей военной награды США за храбрость, Медали Почёта, за её деятельность во время войны. Она является единственной женщиной, получившей эту медаль и одной из всего лишь восьми гражданских лиц в истории, её получивших. Её награждение было отменено в 1917 году, в связи с тем, что статут медали допускает награждение исключительно военнослужащих, но затем восстановлено в 1977 году. После войны она стала писателем, преподавателем и общественным деятелем, поддерживавшим женское движение за введение избирательного права для женщин; работала до своей смерти в 1919 году.